# Sišćani
Sišćani est un village de Croatie situé dans la municipalité de Čazma, (Comitat de Bjelovar-Bilogora).
Sišćani est connu comme le village des cigognes en raison de l'existence de plusieurs nids de cigognes blanches.